# Crozier (månekrater)
Crozier er et nedslagskrater på Månen. Det befinder sig på den østlige del af Månens forside, langs den sydvestlige rand af Mare Fecunditatis. Det er opkaldt efter den engelske opdagelsesrejsende Francis R.M. Crozier (1796 – 1848).
Navnet blev officielt tildelt af den Internationale Astronomiske Union (IAU) i 1935.

## Omgivelser
Crozierkrateret ligger øst-nordøst for det fremtrædende Colombokrater og sydøst for det lille Bellotkrater.

## Karakteristika
Dette kraters smalle rand danner en forvredet omslutning, som har udbulinger udad ved de nordvestlige, sydvestlige og sydøastlige sider. Kraterbunden er blevet dækket og næsten fyldt op af basaltisk lava, som har givet en jævn overflade med lav albedo, som svarer til den mørke farvetone i det nærliggende mare. Næsten helt sluttet til den ydre rand ligger de ligeledes oversvømmede kratere "Crozier D" mod øst og "Crozier M" mod sydøst.

## Satellitkratere
De kratere, som kaldes satellitter, er små kratere beliggende i eller nær hovedkrateret. Deres dannelse er sædvanligvis sket uafhængigt af dette, men de får samme navn som hovedkrateret med tilføjelse af et stort bogstav. På kort over Månen er det en konvention at identificere dem ved at placere dette bogstav på den side af satellitkraterets midte, som ligger nærmest hovedkrateret. Crozierkrateret har følgende satellitkratere:
| Crozier | Længde  | Bredde  | Diameter |
| ------- | ------- | ------- | -------- |
| B       | 12,5° S | 52,4° Ø | 8 km     |
| D       | 13,4° S | 51,7° Ø | 21 km    |
| E       | 12,7° S | 52,0° Ø | 6 km     |
| F       | 12,8° S | 51,0° Ø | 5 km     |
| G       | 12,1° S | 50,1° Ø | 4 km     |
| H       | 14,0° S | 49,4° Ø | 11 km    |
| L       | 10,0° S | 51,4° Ø | 6 km     |
| M       | 8,9° S  | 53,4° Ø | 6 km     |

## Måneatlas
- Billeder af Crozierkrateret i LPI-måneatlasset